# Idia aemula
Idia aemula là một loài bướm đêm thuộc họ Noctuidae. Loài này có ở Canada phía nam đến Florida và Texas và in hầu hết Eurasia.
Sải cánh dài 20–30 mm. ở Bắc Mỹ, Cá thể trưởng thành mọc cánh từ tháng 5 đến tháng 10 ở phía bắc và từ tháng 4 đến tháng 11 in the south. There are two to three generations per year.
Ấu trùng ăn dead leaves.

## Hình ảnh

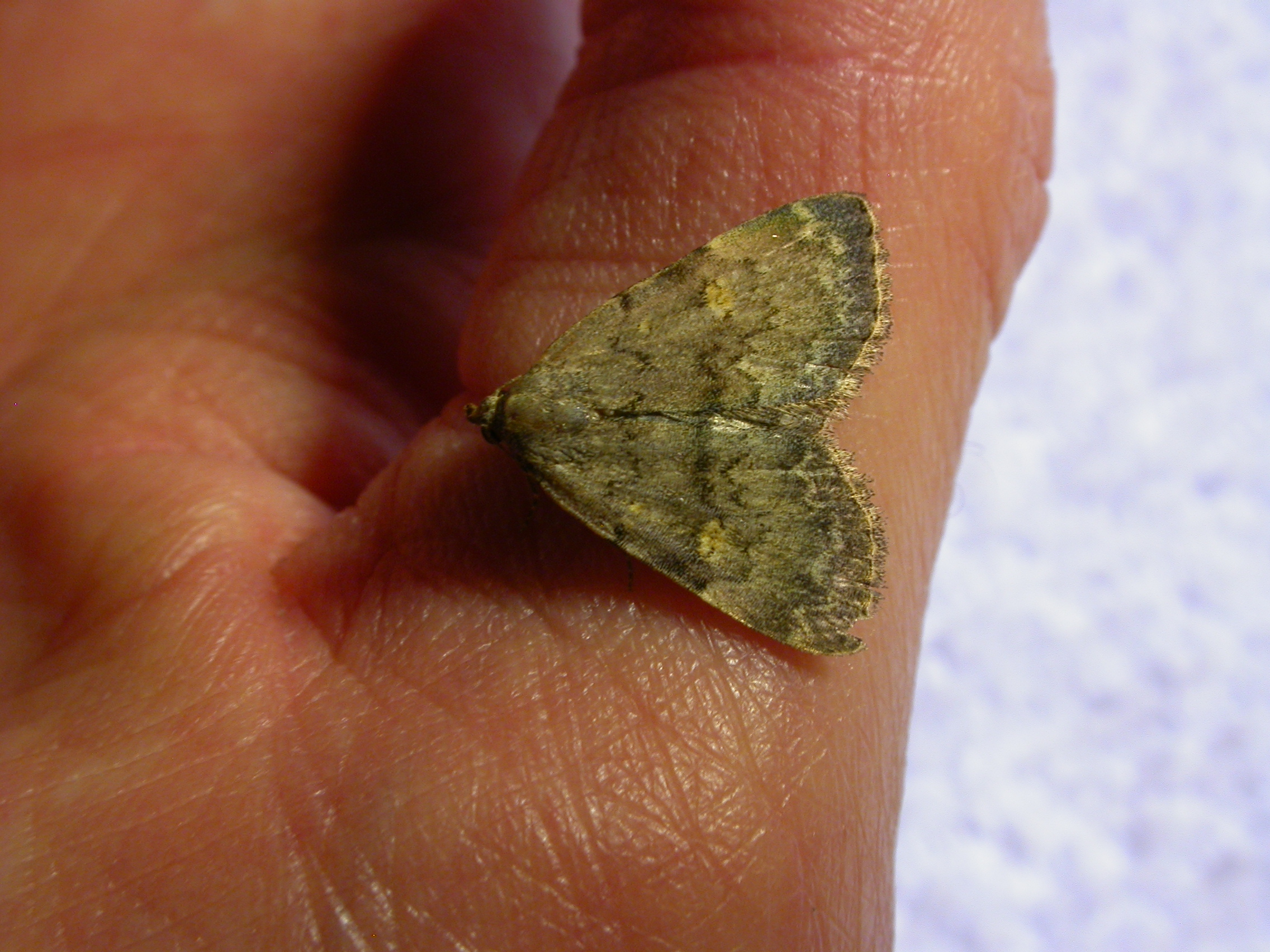